# Per Larsson (skarprättare)
Per Larsson, död 1681, var skarprättare i Stockholm mellan åren 1679 och 1681.
Larsson antogs som bödel i Stockholm 1679 då han ersatte Johan Larsson Hvitlock. Han omnämns i domstolsprotokoll som Mäster Petter. Larsson blev misshandlad till döds efter att han genomfört en misslyckad avrättning av en gardessoldat.